# فرانك تشارلز بانل
فرانك تشارلز بانل هو محامي وسياسي أمريكي، ولد في 19 مارس 1842 في هاريسبرج في الولايات المتحدة، وتوفي في 11 سبتمبر 1911. نشط حزبياً في الحزب الجمهوري. وقد انتخب عضو مجلس النواب الأمريكي ‏.